# داوید اوندژیچک
داوید اوندژیچک (چکی: David Ondříček؛ زادهٔ ۲۳ ژوئن ۱۹۶۹) کارگردان فیلم، فیلم‌نامه‌نویس اهل جمهوری چک است. وی دانش‌آموختهٔ دانشکده سینما و تلویزیون آکادمی هنرهای نمایشی پراگ است.
از فیلم‌ها یا مجموعه‌های تلویزیونی که وی در آن‌ها نقش داشته است، می‌توان به در سایه و زاتوپک اشاره نمود.